# Aucha tenebricosa
Aucha tenebricosa là một loài bướm đêm trong họ Noctuidae.